# Takashi Aizawa
Pour les articles homonymes, voir Aizawa.
Takashi Aizawa (相澤 貴志, Aizawa Takashi) est un footballeur japonais né le 5 janvier 1982 à Niigata. Il est gardien de but.

## Palmarès
- Vice-champion du Japon en 2006 avec le Kawasaki Frontale
- Finaliste de la Coupe de la Ligue japonaise en 2007 avec le Kawasaki Frontale